# Goupillières, Seine-Maritime
Goupillières är en kommun i departementet Seine-Maritime i regionen Normandie i norra Frankrike. Kommunen ligger i kantonen Pavilly som tillhör arrondissementet Rouen. År 2022 hade Goupillières 434 invånare.

## Befolkningsutveckling
Antalet invånare i kommunen Goupillières
| Referens: INSEE |